# Coptops szechuanica
Coptops szechuanica är en skalbaggsart som beskrevs av J. Linsley Gressitt 1951. Coptops szechuanica ingår i släktet Coptops och familjen långhorningar. Inga underarter finns listade i Catalogue of Life.